# دومینیک کازاگراند
دومینیک کازاگراند (انگلیسی: Dominique Casagrande؛ زادهٔ ۸ مهٔ ۱۹۷۱) بازیکن فوتبال اهل فرانسه است.
از باشگاه‌هایی که در آن بازی کرده‌است می‌توان به باشگاه فوتبال سن-اتین، باشگاه فوتبال پاری سن ژرمن، باشگاه فوتبال نانت، و باشگاه فوتبال سویا اشاره کرد.